# 근시
근시(近視, 영어: myopia, 의학: near-sightedness or short-sightedness)는 빛이 망막 바로 앞에 맺히는 증상을 말한다. 이로 인해 먼 거리의 물체는 흐리게 보이는 반면 가까운 물체는 정상으로 보이게 된다. 그 밖의 다른 증상으로는 두통과 안정 피로를 포함할 수 있다. 고도 근시의 경우 망막 박리, 백내장, 녹내장의 위험을 증가시킨다.
음수(-)로 된 디옵터가 일반적으로 근시의 정도를 설명하는데 사용할 수 있으며 이것이 바로 시력을 교정하기 위한 렌즈의 수치이다.

## 용어
근시의 한자적 의미는 가까울 근(近), 볼 시(視)를 가리키며, 가까운 곳을 보고 먼 곳을 못 보는 것을 뜻한다. 근시의 영어 낱말 myopia(마이오피아)는 근시의 남성을 가리키는 고대 그리스어 낱말 μύωψ(myōps)에서 출발하여 근시를 뜻하는 코이네 그리스어 낱말 μυωπία(myōpia) 또는 μυωπίασις(myōpiasis)가 기원이다.
근시의 반의어는 원시이다.

## 증상
근시는 흐릿하게 보이지만 일반적으로는 정상 범위에 속한다. 고도 근시의 경우 물체를 매우 가까이 두어야 선명하게 보이며 환자가 처방 안경을 쓰지 않으면 글을 읽을 수 없다. 고도 근시는 -6 디옵터 이상으로 정의한다.
대개의 경우 각막, 수정체 등의 굴절 이상으로 망막의 앞에 상이 맺히는 상태가 원인으로 나타난다. 멀리 있는 상이 잘 안 보이며 오목렌즈로 교정해준다. 시력을 측정하여 그에 맞는 도수의 안경이나 콘택트 렌즈로 시력을 교정하는데, 각막이나 수정체의 굴절 이상이 아닌 다른 원인으로 인한 시력 문제가 있는 경우도 있어 숙련된 안과의사에 의한 정밀한 진단이 필요하다.

## 병인
2012년 리뷰에 따르면 병인의 뚜렷한 증거는 보이지 않지만, 수많은 이론들이 제시되어 왔다. 쌍둥이와 친척 관계에서는 비슷한 환경에서 근시를 보일 가능성이 높기 때문에 유전적인 요인이 있는 것은 틀림없으나 근시가 개발도상국을 중심으로 빠르게 증가하고 있기 때문에 환경적인 요인이 더 중요시된다.

### 정밀 작업설
정밀 작업설(near work hypothesis)은 정밀한 작업으로 시간을 보낼 때 눈에 부담을 주고 근시의 위험성을 증대시킨다는 것이다. 일부 연구들은 이 가설을 지지하지만, 다른 연구들은 이를 지지하지 않는다. 연관성은 존재하지만, 정밀 작업설이 원인인지에 대해서는 분명하지 않다.

### 시각 자극설
정상적인 시각 자극이 충분하지 않으면 부적절한 안구 성장을 초래하는데, 이것을 시각 자극설(visual stimuli hypothesis)이라 한다. 여기에서 "정상"은 안구가 장기간 진화해온 환경적인 자극을 가리킨다. 이러한 자극에는 시각적으로 동적인 환경들 가운데 바다, 밀림, 숲을 포함한 다양한 자연 환경을 포함한다. 침침하거나 형광등을 갖춘 건물 실내에서 대부분의 시간을 보내는 현대인들은 자신의 눈에 적절한 자극을 주지 못하여 근시 발달에 기여할 수 있다. 새끼 고양이나 원숭이와 같은 동물들의 눈을 장기간 가리는 실험에서는 안구의 길이가 늘어나는 것을 보여주었고 자극을 완전히 없애면 안구의 부적절한 성장을 초래할 수 있음을 입증하였다.

### 다른 위험 요인
한 연구에 따르면, 청소년 근시의 경우 더 높은 정밀 작업, 더 높은 학업 성취, 더 적은 스포츠 활동 시간에도 어느 정도 기인하는 면은 있지만 유전이 이와 관련하여 중요한 요인으로 작용한다.
햇빛에 장시간 노출하는 일은 보호 요인으로 간주된다. 케임브리지 대학교의 연구에 따르면 실외에 있는 시간이 부족하면 근시로 연결될 수 있음을 발견하였다.

## 진단

### 도수
망막 위에 먼 거리의 상에 초점을 맞추는 수정체의 굴절력은 디옵터 단위로 측정한다. 이 기준으로 측정되는 근시는 여러 도수로 분류된다:
- 낮은 근시는 일반적으로 −3.00 이하로 기술된다. (예: 0.00 도수에 가까울수록)[21]
- 중등 근시는 일반적으로 −3.00과 −6.00 디옵터 사이로 기술된다.[21] 중등 근시의 환자들은 색소분산증후군이나 녹내장의 가능성이 있다.[22]
- 고등 근시는 일반적으로 −6.00 이상으로 기술된다.[21][11] 고등 근시의 환자들은 망막 박리와[23] 녹내장의 가능성이 있다.[24] 또, 비문증이 있을 가능성도 있다.[25]

### 나이에 따라
근시의 발병은 종종 나이별로 분류할 수 있다:
- 선천성 근시: 태어날 때 존재하여 유아기 동안에 지속된다.[26]
- 청년 근시: 어린 시절 또는 10대 때 발생하며 21세가 될 때까지 굴절력의 변화가 지속될 수 있다. 21세가 되기 이전까지는 전 세계적으로 어떠한 형태의 시력교정술이라도 권장되지 않는 것이 보통이다.[26]

- 학교 근시는 어린 시절, 특히 취학 연령 시기에 나타날 수 있다. 이러한 형태의 근시는 학기 중에 가까운 곳에 눈을 자주 사용함으로써 기인한다.

- 성인 근시

- 조기 성인 근시는 20~40세 사이에 발병할 수 있다.
- 후기 성인 근시는 40세 이후에 발병할 수 있다.

## 예방
미국 국립 보건원에 따르면 현재 알려져 있는 근시의 예방 방법은 존재하지 않으며 안경이나 콘택트 렌즈의 착용은 근시 진행에 영향을 주지 않는다. 포괄적으로 받아들여지는 근시 예방법은 존재하지 않는다. 제안된 수술들은 실효성이 있는지에 대해 연구되지 않고 있다.
어린 시절에 실외에서 보내는 시간이 많을수록 근시 예방에 효율적이라는 보고도 있다.

## 관리

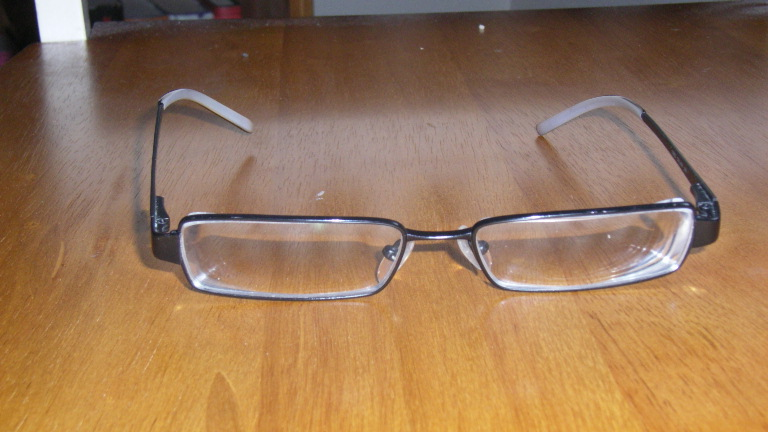
안경은 근시를 보정하는데 흔히 사용된다.

교정 렌즈를 사용하여 근시를 보정하는 모습.

안경, 콘택트 렌즈, 시력 교정술이 근시 치료의 주된 선택 사항이다. 레이저 수술이 불가능한 근시 환자는 안경이나 콘택트 렌즈의 대안으로 안내 렌즈의 이용이 가능하다. 각막 교정술은 특별한 콘택트 렌즈를 사용하여 각막을 평평하게 하여 근시를 줄여준다. 근시 정도가 낮은 환자들은 이따금 핀홀 안경을 사용하기도 한다.

### 안경
교정 렌즈는 안구의 빛 굴절력을 감소시켜 준다. 여기에서 굴절력은 미터 단위의 초점거리의 역수인 디옵터로 표현된다. 근시의 교정 렌즈는 부정(-) 굴절력이 있으며, 그 정도가 심할수록 근시가 더 심화한 것을 나타낸다.
고도 근시 환자의 경우, 굴절 오류를 바로잡기 위해 매우 부정적인 굴절력을 지닌 안경을 처방받아야 한다. 그러나 이러한 안경 처방을 받을 경우 렌즈 중심부로부터 떨어져 있는 물체의 축외에서 이탈해 보이는 부작용이 있을 수 있어 프리즘적 이동 및 색 분리가 발생하는데 이를 색수차라고 한다.
콘택트 렌즈를 착용한 고도 근시 환자의 경우 색수차를 경험하지 않는데, 그 이유는 렌즈가 각막과 함께 움직이며 착용자가 주시하는 중앙부에 늘 고정되어 있기 때문이다.

## 발병 현황
세계적으로 8천만 명에서 2억 3천만 명 정도가 근시를 가진 것으로 추정하고 있다. 근시가 발병하는 인구의 경우 나이, 국가, 성별, 인종, 직업, 환경 등 여러 요인으로 분포된다. 테스트 및 데이터 수집 방식의 변화로 인해 유행성 및 진행도를 비교하기가 어렵다.
일부 아시아 국가에서 70~90%의 확률로 근시률이 높게 보고되고 있으며, 유럽과 미국에서는 30~40%를 차지하며, 아프리카에서는 10~20% 수준이다. 근시는 비유대인계 보다 유대인계에서 약 2배 정도 더 일반화되어 있다. 근시는 아프리카계 사람들에게서 덜 발견된다. 12~54세의 미국인의 경우, 근시는 백인 보다 아프리카계 미국인에 덜 영향을 미치는 것으로 조사되었다.

### 아시아
일부 아시아 지역에서 근시는 매우 흔한 질환이다.
- 싱가포르는 세계에서 가장 높은 근시율을 보이고 있는 것으로 간주된다. 인구 중 최대 80%가 근시가 있지만 그 수치의 정확도는 알려져 있지 않다.[36]
- 중국의 근시율은 31%이다. 즉, 1,300,000,000명의 인구 중 400,000,000명이 근시이다. 중국 고등학교의 근시율은 77.3%이며, 대학의 경우 80%가 넘는다.[37]
- 중국과 말레이시아와 같은 일부 지역에서, 성인 인구 중 최대 41%가 1.00 디옵터의 근시가 있으며,[38] 최대 80%가 0.5 디옵터이다.[39]
- 17~40세의 요르단 인구의 경우 절반 이상(53.7%)이 근시이다.[40]
- 일부 연구에 따르면 인도의 근시율은 전체 인구 대비 6.9% 정도이다.[41][42]

### 유럽
- 영국에서 1학년 대학생들의 경우 영국 백인 기준으로 50%가, 영국의 아시아인 기준으로 53.4%가 근시로 조사되었다.[43]
- 그리스에서 15~18세 학생 중 근시율은 36.8%로 조사되었다.[41]
- 최근의 리뷰에 따르면 40세 이상의 서유럽 인구 중 26.6%는 적어도 -1.00 디옵터의 근시를 가지고 있으며, 4.6%가 적어도 -5.00 디옵터를 가진 것으로 조사되었다.[44]

### 북아메리카
근시는 미국에서 흔한 질병으로, 근래 수십년 동안 극적으로 증가한다는 연구 보고가 있다. 1971~1972년, 미국보건영양조사(National Health and Nutrition Examination Survey)는 미국에서 최초의 대표 추정치를 제공하였으며, 12~54세 인구 중 발병률이 25.0%였다. 같은 방식을 사용할 때 1999~2004년의 근시 발병률은 41.6%까지 치솟은 것으로 짐작되었다.
최근의 리뷰에 따르면 40세 이상의 미국인 중 25.4%가 적어도 -1.00 디옵터의 근시가 있으며, 4.5%는 적어도 -5.00 디옵터이다.

## 같이 보기
- 원시
- 난시
- 눈병